# 附城乡 (荥经县)
附城乡，是中华人民共和国四川省雅安市荥经县曾经下辖的一个乡。2019年12月，撤销附城乡，原附城乡南村坝村、烟溪沟村所属行政区域为五宪镇的行政区域。

## 行政区划
附城乡撤销前下辖以下地区：
南罗坝村、南村坝村和烟溪沟村。